# Terinebrica
Terinebrica is een geslacht van vlinders van de familie bladrollers (Tortricidae).

## Soorten
- T. fortifera Razowski, 1991
- T. inouei Razowski, 1987
- T. orthoscia (Meyrick, 1936)
- T. phaloniodes (Meyrick, 1932)
- T. pharetrata Razowski, 1987
- T. saetigera Razowski, 1987
- T. seiugata Razowski, 1987
- T. tenebrica Razowski, 1987